# Alexandru Ciorănescu
Alexandru Ciorănescu (n. 15 noiembrie 1911, Moroeni, România – d. 25 noiembrie 1999, Santa Cruz de Tenerife, Provincia Santa Cruz de Tenerife, Spania) a fost un autor, comparatist, diplomat, director literar, dramaturg, enciclopedist, eseist, lingvist, etimolog, istoric, poet, prozator român care a trăit în exil între 1946 și 1999. Frații săi au fost matematicianul Nicolae Ciorănescu, poetul Ioan Ciorănescu, scriitorul ziarist George Ciorănescu și chimista Ecaterina Ciorănescu-Nenițescu. Tatăl lor, Ion Ciorănescu, născut Cioranu, a fost institutor și director al școlii primare din comuna natală, autor al unor manuale foarte răspândite în epocă și promotor al învățământului special pentru școlile de surdomuți din România.
De altfel, Alexandru Ciorănescu, Alexandre Cioranescu și Alejandro Cioranescu sunt cele trei variante sub care același Alexandru Ciorănescu este bine cunoscut în România, Franța și Spania, și a semnat diferite lucrări de-a lungul timpului. În orașul Santa Cruz de Tenerife o strada poartă numele Alejandro Cioranescu în semn de omagiu și recunoștință față de unul dintre cei mai importanți istorici și geografi ai Insulelor Canare.
Revine în România abia în anul 1991. Moare la 25 noiembrie 1999 în Insulele Canare, Spania.

## Activitatea profesională
Alexandru Ciorănescu este absolvent al Liceului Spiru Haret din București în 1930. Licențiat în filologie română și franceză al Facultății de Litere și Filosofie a Universității din București în 1933, unde audiază cursurile lui Nicolae Cartojan, Ovid Densușianu, Charles Drouhet, Ramiro Ortiz și Nicolae Iorga. În același an obține diploma de absolvent al Școlii Superioare de Arhivistică și Paleografie din cadrul Arhivelor Statului.
În perioada 1934 - 1938 își pregătește teza de doctorat ca elev al Școlii Române din Franța de la Fontenay-aux-Roses, după ce solicitase fără succes o bursă la Școala Română din Roma.
Audiază cursurile de literatură comparată ținute de Ferdinand Baldensperger la Facultatea de Litere și la Școala Normală Superioară din Paris, avându-i ca maeștri pe comparatiștii Paul Van Tieghem și Paul Hazard.
Devine doctor în litere la Sorbona (Doctorat d'État, 1939) cu o teză intitulată L'Arioste en France. Lector de limba și literatura română la Universitatea din Lyon (1938 - 1940) și consilier cultural (apoi doar atașat) al Legației române din Paris (1940).
Întors în țară, este pentru scurt timp secretar al Institutului de Istorie Universală din București (până la moartea lui Nicolae Iorga). Este numit Director literar la Editura Contemporană (1942 - 1945).
În aceeași perioadă este secretar general al Asociației române pentru studiul Renașterii și al Asociației culturale hispano-romane. A fost Inspector general al Artelor, funcționar în Direcția informației din ministerul Propagandei, membru al Comisiei de programe la Radiodifuziunea Română (1943 - 1946), respectiv director al Teatrului Municipal din București (1944 - 1945).
Obține numirea la lectoratul român de la Grenoble, dar nu poate pleca din țară din pricina autorităților militare germane, care refuză să-i acorde viza de tranzit. După armistițiul din august 1944 este câteva luni director al revistei Universul literar (1944 - 1945).
Sprijinit de aproximativ 300 de colaboratori și de ziarul Universul, întreprinde lucrări pregătitoare pentru editarea Enciclopediei Universul (1942 - 1945). Fișele întocmite pentru realizarea acestei lucrări, care trebuia să apară în 24 de volume și din care nu s-a publicat decât sumarul articolului de la litera A, s-au pierdut.
Revenit la Paris în calitate de consilier cultural al legației României (la începutul anului 1946) și destituit în 1947, ia decizia de a nu se mai întoarce în țară, nu înainte însă de a mai colabora cu Scrisori din Franța. Esențe franceze la revista Viața Românească (numărul 2, februarie, 1946).
După propriile mărturisiri: „Fusesem rechemat și destituit într'un moment în care cei doi copii ai mei se aflau în țară, și, în condițiile de atunci, recuperarea lor nu era posibilă, lucru care mi-a fost dovedit imediat. Mai mult, situația lor de copii „părăsiți” de părinți ca noi, era precară: și, pentru a-i proteja în puțina măsură în care mai puteam s'o facem, m-am decis să evit centrul de contacte și de tentații pe care-l constitue Parisul: decizia cea mai grea și mai decisivă, din punctul de vedere al viitoarei desfășurări a activității mele, și pe care n'am putut-o lua în deplină libertate”.

### În exil, anii 1946 - 1999
Devine secretar de redacție la revista Le Livre din Paris (1947 - 1948) și cercetător la Centre National de la Recherche Scientifique (1948).
Invitat ca profesor „encargado de curso” la Universitatea din La Laguna (Tenerife, Insulele Canare), va preda aici, din decembrie 1948 până în 1979, limba și literatura franceză, ținând și unele cursuri de literatură italiană și portugheză, de limba română sau de literatură comparată.
În 1958 solicită și obține cetățenia franceză.
În 1964 și 1971 autoritățile de la București le permit celor doi copii rămași în România să se stabilească în Franța.
În 1965 Universitatea din Bordeaux îl numește conferențiar de literatură comparată „en congé de mission” în La Laguna, iar în 1978 este numit profesor titular în aceeași specialitate.
În Insulele Canare, Alexandru Ciorănescu a fost din 1957 membru al Institutului de Studii Canariene, în cadrul căruia a condus Secția de bibliografie (1957 - 1960, 1962 - 1970) și Secția de istorie (1974 - 1982).

## Afilieri, activitate editorială, premii și distincții
A coordonat, în calitate de director, următoarele colecții:
- "Clásicos Romero" (1968 - 1972), editări de clasici spanioli,
- "Flor de Romero" (1968 - 1972), opere aparținând literaturii universale,
- "Enciclopedia Canaria", monografii pe teme spaniole, etc.

Membru fondator al Fundației Culturale Române din Madrid (1988).
Devine Doctor honoris causa al Universității din La Laguna.

### Distincții
- Ordinul Meritul Cultural, în gradul de Cavaler cl. II, pentru litere (1 februarie 1943)[8]

## Opera
Alexandru Ciorănescu debutează în 1926 în revista Vlăstarul, revista Liceului Spiru Haret din București, fondată de fratele său, poetul Ion Ciorănescu.
Solicitat de George Călinescu, publică în 1930 diferite articole de literatură comparată în revista Capricorn.
Sprijinit de Nicolae Iorga și de unul din frați, care îl susține material, face în 1933 o călătorie de studii la Veneția și debutează editorial ca istoric în 1934, cu o colecție de documente privitoare la domnia lui Mihail Radu (Mihnea al III-lea).
În exil, Alexandru Ciorănescu și-a uimit adeseori compatrioții prin multitudinea și diversitatea temelor abordate. Într-o recenzie din 1965, Mircea Popescu afirma următoarele: „Dacă am afla că domnul Alexandru Ciorănescu, ale cărui studii de istorie și de istorie literară le cunoșteam din țară, iar lucrarea-i fundamentală, de curând retipărită, Ariosto în Franța e și astăzi un model de literatură comparată, pregătește un tratat de matematică ori scrie o simfonie, nu ne-am mira câtuși de puțin: omul e capabil de orice. Lăsând gluma la o parte, trebuie sa mărturisim îndată admirația și uimirea pe care ne-o trezește orice studiu al profesorului de la Universidad de la Laguna, care, în decurs de numai câțiva ani, ne-a dăruit: un dicționar etimologic al limbii române, o monografie în limba spaniolă asupra barocului, o ediție completă a operelor lui Cristofor Columb, o exemplară bibliografie a literaturii franceze din secolul al XVI-lea, un roman în limba franceză, și o sumedenie de alte „mărunțișuri” de mare valoare ... ”
Volumul omagial publicat în 1991 de Fundația Culturală Română de la Madrid consacra 10 secțiuni operei lui Alejando Ciorănescu (filologie, literatură română, literatură franceză, literatură italiană, literatură spaniolă, literatură comparată, literatură generală, istorie română, Insulele Canare, Cristofor Columb și America) și un Appendice în care sunt înregistrate operele literare.
În mai toate aceste domenii, Alexandru Ciorănescu a redactat lucrări de referință, ceea ce i-a determinat pe comentatorii săi să-l plaseze în familia spiritelor enciclopediste ale culturii române (Dimitrie Cantemir, Bogdan Petriceicu Hașdeu, Nicolae Iorga, Mircea Eliade).
În calitate de lingvist care a realizat singurul dicționar etimologic complet al limbii române, (Diccionario etimmológico rumano), Alexandru Ciorănescu este considerat de hispanistul Dumitru Copceag „un Corominas rumano: la mayor autoridad en materia de etimología”.
Principalele sale calități în acest domeniu ar fi simțul limbii, intuiția și relația afectivă cu fenomenele examinate, iar familia lingvistică din care face parte ar fi aceea a curentului idealist, reprezentat de Wilhelm von Humboldt, Benedetto Croce sau Karl Vossler, filologi pentru care limba este forma cea mai directă de expresie a spiritului uman.
Cu acordul autorului, Dicționarul etimologic al limbii române a fost reeditat la București, într-un singur volum, în 2001. În prefața acestei ediții, Alexandru Ciorănescu precizează: „L-am terminat în condițiile științifice cele mai dificile, la mai multe mii de kilometri de cea mai apropiată bibliotecă românească, fără să dispunem de cărți proprii, fără vreun ajutor sau colaborare, decât aceea a numeroșilor prieteni care ne-au furnizat cărțile absolut necesare”.